# Astrosphaeriella macrospora
Astrosphaeriella macrospora är en svampart som beskrevs av Chi Y. Chen & W.H. Hsieh 2004. Astrosphaeriella macrospora ingår i släktet Astrosphaeriella och familjen Melanommataceae.   Inga underarter finns listade i Catalogue of Life.